# Sobieski (województwo mazowieckie)
Sobieski – wieś sołecka w Polsce położona w województwie mazowieckim, w powiecie płońskim, w gminie Joniec.
Wieś Sobiescki należała do dzierżawy Nowe Miasto w 1617 roku. W latach 1975–1998 miejscowość położona była w województwie ciechanowskim.